# Municipio de Glenmore
El municipio de Glenmore (en inglés: Glenmore Township) es un municipio ubicado en el condado de LaMoure en el estado estadounidense de Dakota del Norte. En el año 2010 tenía una población de 53 habitantes y una densidad poblacional de 0,57 personas por km².

## Geografía
El municipio de Glenmore se encuentra ubicado en las coordenadas 46°30′2″N 98°43′30″O / 46.50056, -98.72500. Según la Oficina del Censo de los Estados Unidos, el municipio tiene una superficie total de 93.13 km², de la cual 93,13 km² corresponden a tierra firme y (0 %) 0 km² es agua.

## Demografía
Según el censo de 2010, había 53 personas residiendo en el municipio de Glenmore. La densidad de población era de 0,57 hab./km². De los 53 habitantes, el municipio de Glenmore estaba compuesto por el 100 % blancos. Del total de la población el 0 % eran hispanos o latinos de cualquier raza.